# International New York Times
International New York Times – międzynarodowy dziennik anglojęzyczny, redagowany przy współpracy zespołu „The New York Times” i własnego. Jest własnością The New York Times Company. Siedziba i redakcja gazety znajduje się w Paryżu. Dziennik ukazuje się od roku 1887.

## Historia
Pierwszy numer gazety ukazał się 4 października 1887 roku jako europejska wersja „New York Herald” a jej właścicielem był James Gordon Bennett Jr.. Była ona wydawana na sposób amerykański i zawierała rozwiązania, będące w Europie nowością, np. była drukowana techniką linotypu, publikowała komiks w odcinkach. Jako pierwsza zamieszczała wiadomości sportowe na pierwszej stronie i jako jedna z pierwszych – wiadomości naukowe. 
W 1928 stała się pierwszą gazetą dystrybuowaną przy użyciu samolotów. Ciągłość wydawania dziennika została przerwana w roku 1940 podczas okupacji Paryża. Druk wznowiono w grudniu 1944. Od 1967 roku gazeta ukazuje się pod tytułem „International Herald Tribune”. Od 2003 roku jest własnością The New York Times Company.

## Nakład i dystrybucja
W 2010 światowe wydanie gazety wynosiło 217 700 egzemplarzy dziennie, wydanie atlantyckie – 128 995 egzemplarzy, a azjatyckie – 88 745 egzemplarzy. W Europie sprzedawano 111 967 egzemplarzy dziennie, z czego najwięcej we Francji (24 973) i Niemczech (19 648). W Polsce sprzedawano 276 egzemplarzy dziennie.